# L'Espoir à gauche
L'espoir à gauche est une association créée en février 2009 rassemblant des partisans du Parti socialiste (France). Elle incarne un courant politique initié en janvier 2009 par les partisans de Ségolène Royal au Congrès de Reims de novembre 2008. Ce mouvement, fait suite au résultat de la Motion « L'espoir à gauche, fièr(e)s d'être socialistes », que Vincent Peillon a soutenu lors de ce congrès.
Depuis le début le président est David Assouline et son secrétaire général est Patrick Mennucci.
Questionné sur le fait que ce courant puisse faire doublon avec Désirs d'avenir, Vincent Peillon a déclaré : « Il y a un courant, dans lequel Ségolène a été, qui l'a soutenue, dans lequel elle reste, qui travaille avec elle, mais qui a maintenant son autonomie». De fait, sa réunion fondatrice s'est déroulée en l'absence de Ségolène Royal, alors en déplacement à l'étranger.